# GNUmed
GNUmed는 유닉스 계열 시스템(BSD, 리눅스, 유닉스 시스템), 마이크로소프트 윈도우, macOS 및 기타 플랫폼을 위한 자유/오픈 소스 전자의무기록(EMR)이다. GNUmed는 환자의 개인 정보를 존중하고 개방형 표준을 기반으로 하는 의료 소프트웨어를 제공하는 것을 목표로 한다.
GNUmed는 자유 소프트웨어/오픈 소스 DBMS PostgreSQL과 같은 타사 프로젝트를 기반으로 하며 대부분 파이썬으로 작성되었다. 이는 WxPython을 기반으로 하는 그래픽 사용자 인터페이스(GUI)로 지원된다.

## 역사
GNUmed의 첫 번째 버전은 호르스트 허브가 만들었다. 허브가 적극적인 개발을 중단했을 때, GNUmed의 개발은 프로젝트 리더를 맡아 프로젝트를 부분적으로 개편한 카르스텐 힐베르트에 의해 이어졌다.
카르스텐 힐베르트는 혼자가 아니었다. 여러 다른 개발자들이 팀에 합류하여 때때로 도움을 주었다. 시안 탄, 이안 헤이우드, 힐마르 베르거, 세바스티안 힐베르트, 카를로스 모로, 마이클 보너트, 리차드 테리, 토니 렘케 등이 있다. 일부는 코딩에 집중했지만, 짐 버서와 로저리오 루스 코엘류와 같은 많은 다른 사람들은 문서 작성이나 다른 의견 제출을 통해 도왔다.
이 이름은 처음에는 GNU 프로젝트와 GNUmed의 의료 전문가와의 연결에 경의를 표하기 위해 선택되었다. 로고는 GNU 프로젝트를 참조하여 누를 묘사하며, 프로그래밍 언어와 의료 전문가를 참조하여 파이썬이 함께 있다.
당시 GNUmed는 기존 EMR에 대한 대안이 되는 것을 목표로 하는 또 다른 자유 소프트웨어 프로젝트였다. 이후 기능 및 성능 면에서 다른 EMR과 경쟁할 정도로 발전했다.

## 사용
GNUmed는 주로 전자의무기록을 관리하는 데 사용된다. 이는 종이 기록을 보관하는 수단뿐만 아니라 이 기록에 대한 메타데이터를 수집하는 수단을 제공한다. 일부 사용에는 환자 추가 및 활성화와 같은 관리 작업, 그리고 환자의 알레르기 또는 예방 접종 기록에 대한 데이터와 같은 기록 작업이 포함된다.

## 기능
GNUmed는 다양한 기능을 지원하며, 많은 기능이 핵심 기능을 확장하는 플러그인으로 구현되어 있다. 이는 의료 종이 기록 보관 시스템부터 예방 접종 상태 처리까지 다양하다. 기능 목록은 GNUmed의 문서 시스템에 제공된다.
GNUmed의 인터페이스를 활용하면 타사 소프트웨어가 GNUmed와 상호 작용하여 기능을 활용할 수 있다.

## 같이 보기
- GNU 패키지 목록
- GNU 프로젝트
- GNU Health

## 일반 참조
- Bauer, Achim. “Spezialisiertes KIS” [Specialized HIS (hospital information system)] (PDF) (독일어). 2012년 3월 19일에 원본 문서 (PDF)에서 보존된 문서. 2011년 4월 14일에 확인함.
- Kantor, Gareth S.;  외. (2003). 《Open-source Software and the Primary Care EMR》. 《J Am Med Inform Assoc》 10. 616; author reply 617쪽. doi:10.1197/jamia.M1403. PMC 264443. PMID 12925540.

## 추가 자료
- Hilbert, Sebastian (2002년 9월 26일). 《Open Source: GNUmed Befundarchiv》 [Open Source: GNUmed finding archives]. 《Deutsches Ärzteblatt》 (독일어). 21쪽. 2015년 11월 6일에 확인함.
- Hilbert, Sebastian (2006년 5월 19일). 《Freie Software in der Arztpraxis: Open Source statt Blackbox》 [Free Software in the doctor's office: Open Source instead of black box]. 《Deutsches Ärzteblatt》 (독일어). 26쪽. 2015년 11월 6일에 확인함.